# رستم قاسمي
رستم قاسمي (بالفارسية: رستم قاسمی)، من مواليد 5 مايو 1964 - 8 ديسمبر 2022) هو سياسي وضابط عسكري إيراني كان وزيرا للنفط من 3 أغسطس 2011 إلى 15 أغسطس 2013.